# ヴィルナーヴ＝ドルノン
ヴィルナーヴ＝ドルノン （Villenave-d'Ornon、ガスコーニュ語:Vilanava-d'Ornon）は、フランス、ヌーヴェル＝アキテーヌ地域圏、ジロンド県のコミューン。

## 地理
ガロンヌ川沿い、ボルドー南部にある都市である。西はグラディニャン、北西はタランス、北はベグル、南はカドジャック、南西はレオニャン、東はガロンヌ川である。

## 歴史
巨石記念物の存在から、約5000年前から人が定住していたとみられる。
11世紀頃教会ができ、その周りにサン＝マルタン教区ができていった。かつてはオルノン伯爵の領土であった。ヴィルナーヴ＝ドルノンはこの時代からある名称で、ヴィルナーヴとはガスコーニュ語であり、フランス語のヴィルヌーヴ（villeneuve、新しい都市）と意味が同じである。オルノン伯爵はオルノンの地に砦を築いた。それはグラディニャンの教区内に今も廃墟がわずかに残っている。
1274年、エドワード1世はギヨーム・ベルナールを騎士とし、ボルドーの南にある武器の管理を委任した。オルノン伯爵領はタランス、グラディニャン、レオニャン、カネジャン、セスタ、ヴィルナーヴ、ベグルとマルティリャックの一部を含んでいた。ベルナールの家系は土地を所有しオダンジュとブライの領主でもあり、大きな影響を及ぼした。最後のオルノン領主はイングランド王に降伏して城と土地を明け渡さなければならなかった。ヘンリー4世がジョン・ボーフォートにオルノン伯領を授けて以降、バース司教やヨーク大司教に転売された。百年戦争中の1405年には、フランス王の腹心アルマニャック伯によってオルノンは荒れ果てた。
19世紀半ば、オルノンの各地区は大きくなっていた。ボルドーとの区間をバスが走り、1848年にはボルドーからランゴンへ向かう鉄道路線が敷かれた。1902年にはバスにかわってトラム路線が誕生した。1911年にコミューンに電気がひかれた。

## 姉妹都市
- ゼーハイム＝ユーゲンハイム、ドイツ
- トーレス・ベドラス、スペイン
- ブリジェンド、ウェールズ
- ブラナス、スペイン